# Golden Emblem
'Golden Emblem' est un cultivar d'hybride de thé obtenu en 1916 par le rosiériste Samuel McGredy. Il est issu de 'Madame Mélanie Soupert' × 'Constance' (hybride de thé dit pernetiana, Pernet-Ducher, 1915),.

## Description
Ce cultivar se présente sous la forme d'un arbuste vigoureux et érigé, au feuillage vert foncé ressemblant à du houx. Ses boutons sont longs et pointus et deviennent de grandes fleurs (26-40 pétales) d'un jaune d'or de plus en plus pâle au fur et à mesure de la floraison qui est remontante. Les fleurs fleurissent le plus souvent en solitaires et sont délicatement parfumées.
Sa zone de rusticité est de 6b à 9b. Il résiste donc aux hivers froids. Ce rosier a besoin d'être sérieusement taillé avant la fin de l'hiver pour permettre la floraison. Il existe une variété grimpante découverte en 1927 par les pépinières Armstrong, 'Golden Emblem Cl.'.

## Descendance
Son croisement avec Rosa rugosa Thunb. a donné naissance à 'Docteur Eckener' (Berger, 1930).